# Pleurothallis gouveiae
Pleurothallis gouveiae är en orkidéart som beskrevs av Gonçalo Antonio da Silva Ferreira Sampaio. Pleurothallis gouveiae ingår i släktet Pleurothallis och familjen orkidéer. Inga underarter finns listade i Catalogue of Life.